# Конголезский голубь
Конголезский голубь (лат. Columba unicincta) — вид птиц из семейства голубиных, обитающий в Африке южнее Сахары.
Длина тела около 36 см. Окраска спины серого, крылья и хвост тёмно-серого цвета. Его клюв и глаза ярко-красные.
Этот вид обитает в низменных и горных лесах на высоте до 1600 метров над уровнем моря. Питается в основном плодами растений рода Solanum torvum, Musangano, Coelocaryon и Eisterya (Габон) и Sapium и Фикус (Замбия), а также термитами.
Во время полёта крылья самцов издают громкие хлопки. Сезон размножения зависит от региона. В Демократической Республике Конго гнездование происходит с июля и с января по апрель, в то время как в Уганде — с марта по апрель. Гнездо строит из соломы на дереве. В кладке одно белое с крапинами яйцо.